# Claudia O'Doherty
Claudia O'Doherty (nacida el 29 de noviembre de 1983) es una actriz, escritora y comediante australiana. Ganó el premio Melbourne Fringe a la mejor comedia en 2009 y el premio del Festival de Comedia de Brisbane por su programa debut Monsters of the Deep 3D. O'Doherty coescribió los libros 100 datos sobre pandas y 100 datos sobre tiburones con David O'Doherty y Mike Ahern. Fue miembro principal del elenco de la serie de televisión de Netflix Love.

## Carrera
O'Doherty ha aparecido varias veces en el podcast Comedy Bang! Bang!, generalmente interpretando una versión exagerada de un personaje también llamado Claudia O'Doherty. Apareció con «Weird Al» Yankovic, Jimmy Pardo, Nick Kroll, Stars, y Peaches, entre otros. También actuó en un episodio de la serie de televisión de Comedy Bang! Bang!.
En 2012, su programa de stand-up The Telescope fue nominado a Mejor Programa de Comedia en el Festival Fringe de Edimburgo. O'Doherty ha aparecido en el programa de televisión Problems, y en la película Trainwreck de Judd Apatow, junto a Bill Hader y Amy Schumer.
En 2014, O'Doherty apareció en The Inbetweeners 2 como representante de una aerolínea. En enero de 2015, apareció en el show británico QI junto a Jimmy Carr, Suggs, el panelista habitual Alan Davies y el presentador Stephen Fry. O'Doherty fue escritora de Inside Amy Schumer y también apareció en varios episodios. Schumer se enteró de ella cuando Bill Hader le envió enlaces al episodio web de O'Doherty desde Channel 4 del Reino Unido.
De 2016 a 2018, O'Doherty apareció en la serie de Netflix Love. Interpretó el papel de Bertie, la nueva compañera de cuarto de Mickey, interpretada por Gillian Jacobs.
En 2018, O'Doherty apareció como Amy en The Festival dirigida por Iain Morris.
En 2022, O'Doherty apareció como Jillian G en la comedia de Dan Goor Killing It. En junio de 2022 se anunció que la serie se renovaría para una segunda temporada.

## Vida personal
O'Doherty es de Sydney, Australia, donde asistió a SCEGGS Darlinghurst y a la Universidad de Sydney. En la Universidad participó en Arts Revue y conoció a Nick Coyle y Charlie Garber, con quienes comenzó a escribir y actuar bajo el nombre de Pig Island. Ella vive en Los Ángeles.
El padre de O'Doherty es el artista y miembro de la banda Mental As Anything, Reg Mombassa (nacido como Chris O'Doherty).

## Filmografía

### Películas
| Año  | Título             | Papel                                  | Notas         |
| ---- | ------------------ | -------------------------------------- | ------------- |
| 2014 | The Inbetweeners 2 | Representante de aerolínea             |               |
| 2015 | Trainwreck         | Wendy                                  |               |
| 2017 | Fun Mom Dinner     | Sherry                                 |               |
| 2017 | The Circle         | High Powered Circler                   | Sin acreditar |
| 2018 | The Festival       | Amy                                    |               |
| 2019 | Long Shot          | Presentadors de noticias de Wembley #3 |               |
| 2019 | Extra Ordinary     | Claudia Winter                         |               |

### Televisión
| Año           | Título                         | Papel                     | Notas                                                   |
| ------------- | ------------------------------ | ------------------------- | ------------------------------------------------------- |
| 2012          | Problems                       | Claudia                   | También escritora; 4 episodios                          |
| 2013          | Claudia O'Doherty Comedy Blaps | Ella misma                | También escritora; 3 episodios                          |
| 2015          | QI                             | Ella misma                | Episodio: "Long Lost"                                   |
| 2015          | Kroll Show                     | Stephanie                 | Episodio: "The Commonwealth Games"                      |
| 2015          | Comedy Bang! Bang!             | Shandy Williams           | Episodio: "Lil Jon Wears a Baseball Cap and Sunglasses" |
| 2015–2016     | Inside Amy Schumer             | Varios                    | También escritora; 4 episodios                          |
| 2015          | BBC Comedy Feeds               | Varios                    | Episodio: "People Time"                                 |
| 2015–2018     | Drunk History                  | Ella misma                | 2 episodios                                             |
| 2016–2018     | Love                           | Bertie Bauer              | Protagonista; 28 episodios                              |
| 2016–2017     | @midnight                      | Ella misma                | Episodios: "362" & "511"                                |
| 2016          | Animals.                       | April (voz)               | 2 episodios                                             |
| 2019          | SMILF                          | Winnie                    | Episodio: "Sex Makes It Less Formal"                    |
| 2019          | Squinters                      | Rachel                    | 5 episodios                                             |
| 2020          | Bluey                          | Tía Frisky (voz)          | 2 episodios                                             |
| 2020          | Wild Life                      | Marny (voz)               | 6 episodios                                             |
| 2022          | Our Flag Means Death           | Mary Bonnet               | 5 episodios                                             |
| 2022          | The Strange Chores             | Mia / Finn (voz)          | 2 episodios                                             |
| 2022–presente | Killing It                     | Jillian Glopp             | Protagonista                                            |
| 2023          | Koala Man                      | Varios personajes (voces) | Recurrente                                              |
| 2023          | Digman!                        | Australia (voz)           | Episodio: "The Arky Gala"                               |
| 2023          | Never Have I Ever              | Baby                      | 2 episodios                                             |